# 福岡県立筑豊工業高等学校
福岡県立筑豊工業高等学校（ふくおかけんりつ ちくほうこうぎょうこうとうがっこう）は、福岡県直方市にあった県立の工業高等学校である。
福岡県立鞍手竜徳高等学校（2003年4月開校）に統廃合されて、2005年3月に閉校した。
跡地には2008年4月に福岡県立筑豊高等学校が移転している。

## 設置学科
- 筑豊鉱山学校本科（大正8年～昭和6年）
- 同 高等科（昭和6年～昭和9年）
- 同 別科（大正10年～昭和5年、昭和9年～昭和13年）
- 直方石炭鉱技術員養成所（昭和13年～昭和21年）
- 筑豊鉱山学校普通科（昭和2年～昭和22年）
- 九州日満工業学校鉱山科、採鉱科（昭和14年～昭和22年）
- 同 機械科（昭和14年～昭和22年）
- 同 冶金科（昭和17年～昭和22年）
- 筑豊鉱山工業学校採鉱科（昭和21年～昭和23年）
- 筑豊工業高等学校採鉱科（昭和23年～昭和41年）
- 同 開発工学科（昭和41年～）
- 同 機械科（昭和27年～）
- 同 土木科（昭和33年～）
- 同 電気科（昭和38年～）

## 沿革
- 大正6年に筑豊石炭鉱業組合臨時総会で筑豊鉱山学校の設立を決議
- 大正8年5月開校、第1回本科生入学
- 昭和13年直方石炭鉱技術員養成所を附設
- 昭和14年4月九州日満技術員養成所の設立が許可される
- 昭和19年4月九州日満技術員養成所が工業学校の認可を受け、九州日満工業学校と改名
- 昭和21年筑豊鉱山工業学校に改名
- 昭和23年4月校名を筑豊鉱山高等学校に改める
- 昭和25年4月校名を福岡県立筑豊鉱山高等学校に改める
- 昭和36年4月校名を福岡県立筑豊工業高等学校に改める

## 所在地
- 〒822-0002 福岡県直方市大字頓野4019-2

## 交通
JR九州・平成筑豊鉄道直方駅前より、西鉄バス筑豊直方バスセンター発車の行先番号1番・2番・3番系統に乗車し、「筑豊工業高校前」バス停下車。